# Гавиш, Йешаяху
Йешаяху Гавиш (ивр. ישעיהו גביש‎; 25 августа 1925, Тель-Авив, Подмандатная Палестина — 3 октября 2024, Рамат-ха-Шарон, Тель-Авивский округ) — генерал-майор Армии обороны Израиля, известный тем, что командовал войсками ЦАХАЛа на фронте Синайского полуострова во время Шестидневной войны.

## Юные годы
Гавиш родился и вырос в Тель-Авиве. Он учился в школе для детей рабочих на севере Тель-Авива и в школе в кибуце Гиват-ха-Шлоша.

## Военная карьера
Гавиш вступил в Пальмах в возрасте 18 лет. В 1946 году он принял участие в «Ночи мостов». Во время арабо-израильской войны 1948 года Гавиш воевал в составе Пальмаха под командованием Игаля Алона. После войны он остался служить в Армии обороны Израиля и продвинулся по службе.
С 1965 по 1969 год он был главнокомандующим Южным военным округом. Важным событием во время его военной карьеры было руководство израильским наступлением на египетские войска на Синае во время Шестидневной войны. Хотя наземная кампания была весьма успешной, его подчинённые командиры дивизий, генералы Исраэль Таль и Ариэль Шарон, получили больше почестей, чем он сам.

## Дальнейшая жизнь
Он был одним из основателей музея Пальмаха в Тель-Авиве.
В 2016 году его автобиография «Садин адом» (Красный лист) была опубликована издательством «Кинерет змора-битан двир». 
В 2018 году он зажёг факел в честь 70-летия независимости Израиля.

## Смерть
Гавиш умер 3 октября 2024 года, в возрасте 99 лет.